# 茅诚司
茅诚司（日语：茅 誠司/かや せいじ，1898年12月21日—1988年11月9日），是一位日本物理学家，第17代東京大学校长。

## 生平
1898年出生于日本神奈川县，毕业于东京高等工业学校（旧东京工业大学前身）1923年毕业于日本东北大学理学部物理学科，师从本多光太郎。1926年留学任教，1929年1月获得博士学位。1931年5月担任北海道大学教授。1943年12月担任东京大学教授。1954年1月担任日本学术会议会长。1957年12月担任東京大学校长。

## 荣誉
1961年被选为日本学士院会员，1964年4月被评为東京大学名誉教授，同年11月获得文化勳章。1983年10月被评为复旦大学名誉博士。